# Marines (Espanha)
Marines é um município da Espanha na província de Valência, Comunidade Valenciana. Tem 35,7 km² de área e em 2021 tinha 1 894 habitantes (densidade: 53,1 hab./km²).

## Demografia
| Variação demográfica do município entre 1991 e 2004 | Variação demográfica do município entre 1991 e 2004 | Variação demográfica do município entre 1991 e 2004 | Variação demográfica do município entre 1991 e 2004 |
| --------------------------------------------------- | --------------------------------------------------- | --------------------------------------------------- | --------------------------------------------------- |
| 1991                                                | 1996                                                | 2001                                                | 2004                                                |
| 1169                                                | 1305                                                | 1396                                                | 1464                                                |